# Magnus Ingesson
Bengt Magnus Ingesson (Luleå, 18 febbraio 1971) è un ex allenatore di sci nordico e fondista svedese.

## Biografia

### Carriera sciistica
In Coppa del Mondo debuttò il 9 gennaio 1994 a Kavgolovo (67°), ottenne l'unica vittoria, nonché unico podio, il 29 novembre 1998 a Muonio.
In carriera prese parte a un'edizione dei Giochi olimpici invernali, Salt Lake City 2002 (8° nella 15 km, 16° nella 50 km), e a due dei Campionati mondiali, vincendo una medaglia.

### Carriera da allenatore
Dal 2007 al 2010 ha allenato la squadra femminile della nazionale svedese, seguendo in particolare Charlotte Kalla.

## Palmarès

### Mondiali
- 1 medaglia:
  - 1 argento (staffetta a Lahti 2001)

### Coppa del Mondo
- Miglior piazzamento in classifica generale: 42º nel 2000
- 1 podio (a squadre[2]):
  - 1 vittoria

#### Coppa del Mondo - vittorie
| Data             | Località | Nazione   | Spec.                                                              |
| ---------------- | -------- | --------- | ------------------------------------------------------------------ |
| 29 novembre 1998 | Muonio   | Finlandia | 4x10 km (con Anders Bergström, Mathias Fredriksson e Per Elofsson) |